# Atentado de Brasilia de 2024
El atentado de Brasilia de 2024 tuvo lugar la noche del 13 de noviembre, cuando un coche bomba exploto muy cerca a la Plaza de los Tres Poderes, este suceso provocó el aislamiento de la zona y la movilización de las fuerzas de seguridad para investigar posibles amenazas a la sede de los poderes brasileños.  El área, donde se encuentran el Palacio del Congreso Nacional de Brasil, el Palacio del Supremo Tribunal Federal y el Palácio do Planalto, fue cercada para realizar inspecciones y garantizar la protección de las instalaciones. 
Las autoridades locales investigaron las circunstancias del incidente, las cuales indican que el autor actuó bajo la influencia de noticias falsas que solían estar basadas en declaraciones difamatorias que el expresidente Jair Bolsonaro y aliados utilizaron durante su campaña electoral, discursos y publicaciones en redes sociales.  

## Cronología

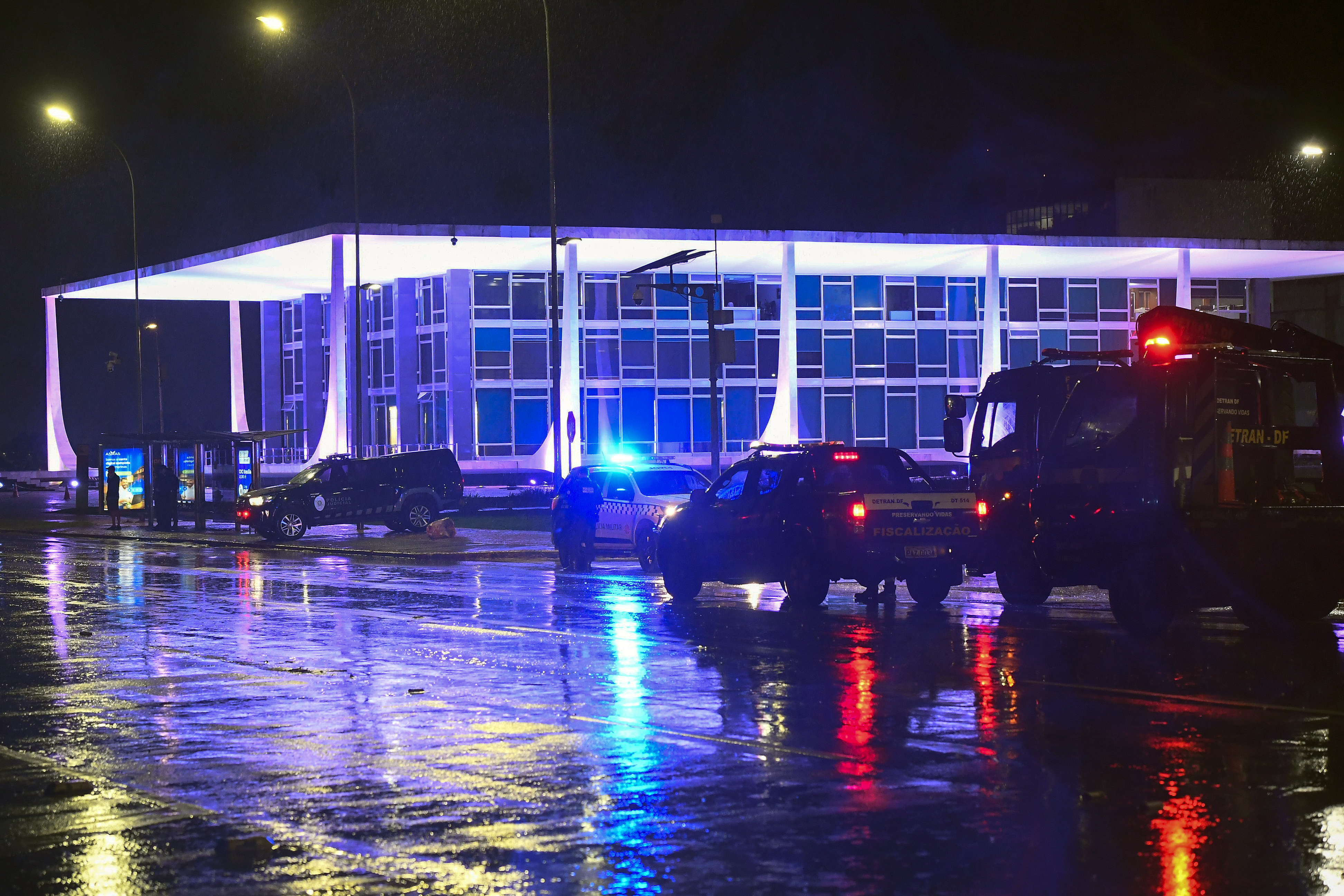
Palacio del Tribunal Supremo Federal la noche del atentado.

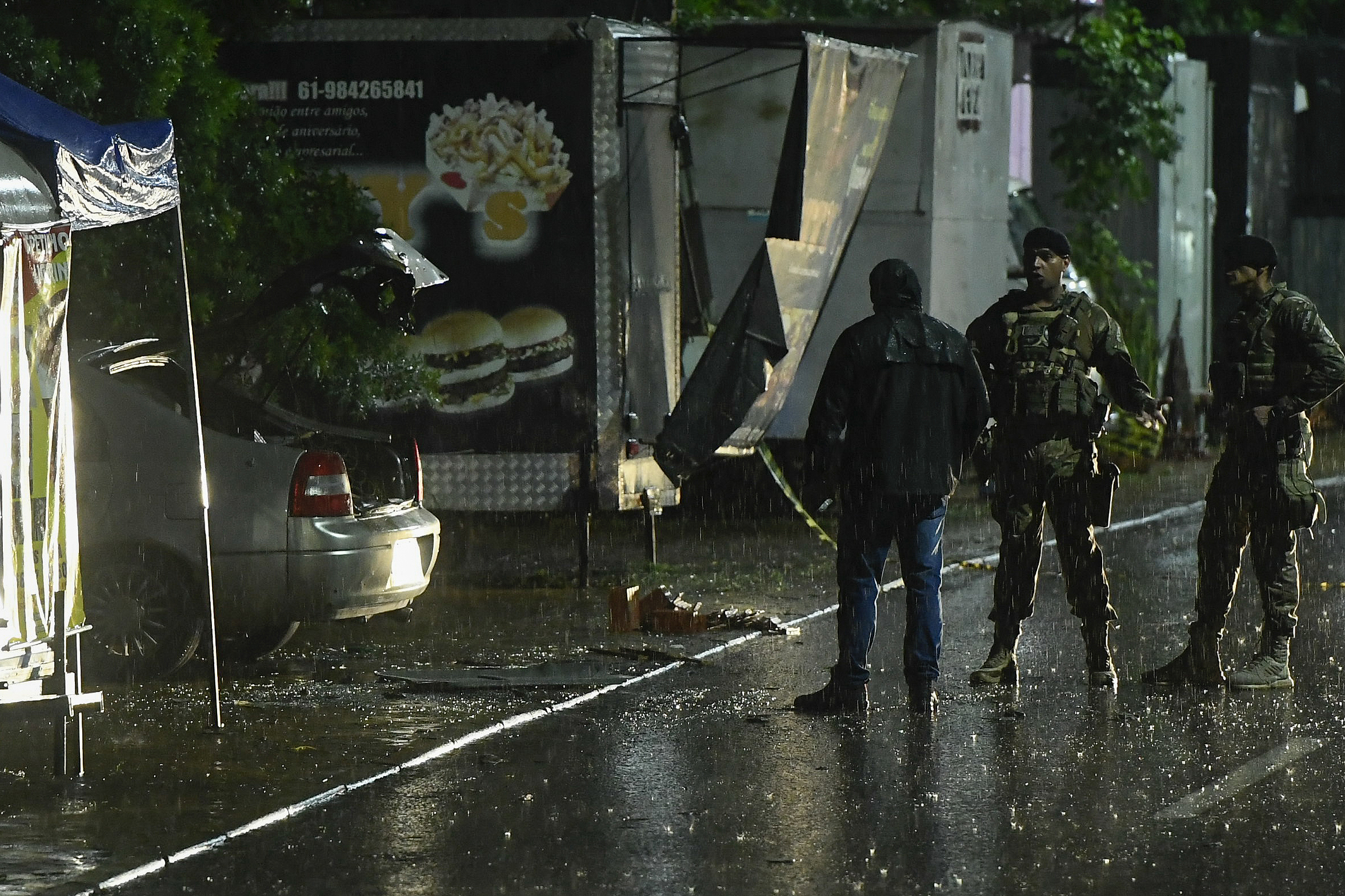
La policía y los bomberos acordonaron la Praça dos Três Poderes tras una explosión frente al edificio del Supremo Tribunal Federal.

A las 19:30 (hora local, UTC-03:00) del 13 de noviembre de 2024, se produjeron dos explosiones en la Praça dos Três Poderes con un aproximado de 20 segundos de diferencia, una de ellas frente al Supremo Tribunal Federal, mientras que la otra cerca del Congreso Nacional de Brasil. La anterior explosión provocó la evacuación de los magistrados que se encontraban en la Corte Suprema.    Para el momento de las explosiones, el presidente de Brasil, Luiz Inácio Lula da Silva, no se encontraba en el cercano Palacio de Planalto o en el resto de instalaciones. 
Durante el momento del ataque, Francesco Luiz vestía ropa diseñada con imágenes de naipes.  Tras detonar las bombas, se tumbó en el suelo y esperó la explosión.  Al morir, su rostro y su mano derecha quedaron completamente desfigurados, y sus restos fueron arrojados a metros de distancia.  En el lugar fue encontrada su mochila.  Según las investigaciones, el vehículo con fuegos artificiales que explotó cerca del Anexo IV de la Cámara de Diputados era de su propiedad. 

## Reacciones
La Cámara de Diputados suspendió su sesión debido a las explosiones.  El Procurador General de la Unión, Jorge Messias, condenó los ataques y dijo que la Policía Federal los investigará para determinar su motivación. 

## Autor

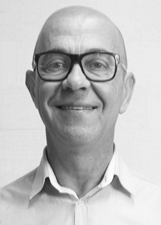
Foto oficial de la candidatura de Francisco Wanderley Luiz al cargo de concejal de Rio do Sul por el Partido Liberal en 2020

El cuerpo encontrado en la "Plaza de los Tres Poderes" fue identificado como el de Francisco Wanderley Luiz, un hombre de 59 años, que fue candidato a concejal no electo en Rio do Sul, Santa Catarina, en las elecciones de 2020 representando al Partido Liberal (PL)  Según la Policía Federal de Brasil, él sería el responsable de provocar las explosiones.
Francisco tuvo ciertos antecedentes con la justicia, como en 2012, cuando fue arrestado bajo fianza por un delito menor. Su caso fue denunciado ante el Ministerio Público en 2013, dejándolo en libertad por un tiempo y posteriormente en prisión preventiva. Su condena fue revocada en 2014.  
Las investigaciones demostraron que Francisco había alquilado una casa en el Distrito Federal, exactamente en Ceilândia.  Antes del ataque, publicó mensajes crípticos en su perfil de Facebook con amenazas de bomba contra objetivos a los que llamó "malditos comunistas "; el perfil fue eliminado tiempo después de las explosiones.  Luiz también publicó una fotografía suya en el interior del Supremo Tribunal Federal, donde se encontraba el 24 de agosto de 2024, y mensajes amenazantes a los presidentes de la Cámara de Diputados y del Senado Federal, Arthur Lira y Rodrigo Pacheco, y a los presidentes generales Tomás Paiva y Freire Gomes.  Entre sus publicaciones realizadas ese día, una decía: “Dejaron entrar a la zorra en el gallinero . [...] O no saben el tamaño de su presa o es simplemente estupidez. Proverbios 16:18 (El orgullo precede a la caída)”. 
En la residencia de Francisco Luiz ubicada en Ceilândia, la Policía Federal encontró inscripciones con referencias a los atentados del 8 de enero de 2023 en Brasilia y un presunto plan de bomba.  Un cajón de su habitación explotó tras ser abierto por un robot desactivador de bombas.  Además de la casa y el automóvil, los policías federales localizaron un tráiler rentado por el autor de las explosiones, el cual también estaba en el estacionamiento del Anexo IV de la Cámara de Diputados. En el interior del vehículo, la Policía Federal encontró, además de ropa, dinero, herramientas y otros objetos, un teléfono celular, más explosivos y una gorra con el lema de campaña política de Jair Bolsonaro, "Brasil por encima de todo, Dios por encima de todos".    Los registros de la residencia y del tráiler fueron autorizados por el ministro del STF, Alexandre de Moraes. 

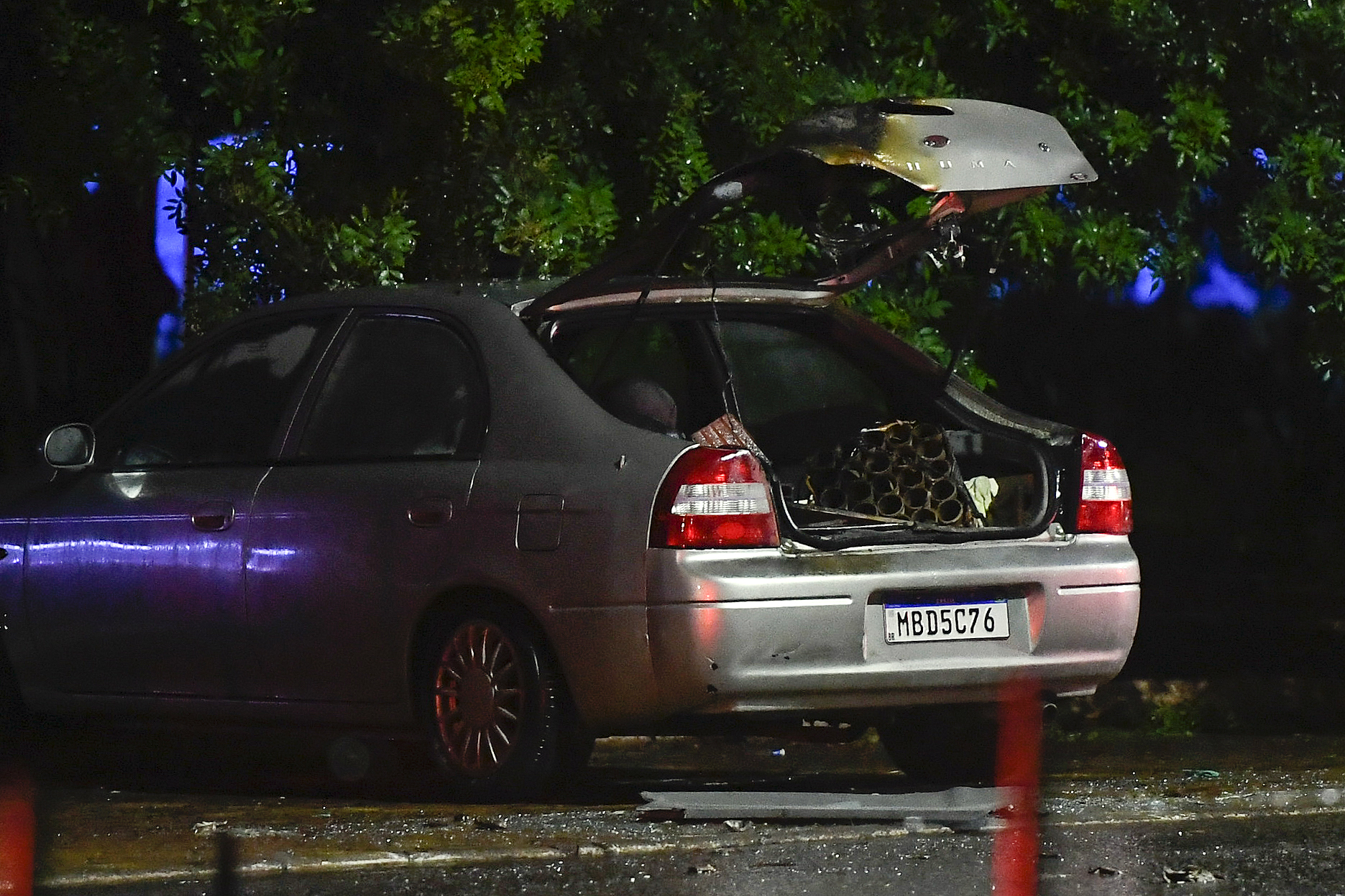
El vehículo que detonó cerca del Anexo IV de la Cámara de Diputados

El 13 de noviembre, uno de los hijos de Luiz le dijo a la Policía Federal que había recibido varios mensajes de "despedida" por parte de su padre en los días previos al incidente. 
La exesposa de Luiz afirmó que su objetivo era matar a los ministros del Supremo Tribunal Federal, especialmente a Moraes.   Su hermano también confirmó un proceso de polarización política durante años previos al ataque, mientras que Eduardo Marzall, presidente del directorio municipal del PL en la elección en la que Luiz compitió, lo calificó de "extremadamente bolsonarista, acérrimo partidario y fanático de Bolsonaro".  
El director general de la Policía Federal, Andrei Rodrigues, afirmó que "los grupos extremistas están activos" y añadió que el episodio "no es un hecho aislado" y está "vinculado a varias otras acciones que la PF ha investigado en los últimos tiempos". 
En la madrugada del día siguiente, el STF recibió un mensaje amenazador vía correo electrónico, este haciendo referencia a Luiz y a los incidentes del día anterior. 

## Investigación
El 14 de noviembre, el presidente del Supremo Tribunal Federal (STF), ministro Luís Roberto Barroso, designó al ministro Alexandre de Moraes relator de la investigación del caso. Moraes asumió el papel de relator con base en la regla de prevención, pues ya es responsable de investigaciones relacionadas con temas similares. El ministro afirmó también que las explosiones representan un reflejo del odio político que se ha instalado en Brasil en los últimos años, destacando que este episodio no es un "hecho aislado en el contexto". 